# Lindsay Gavin
Pour les articles homonymes, voir Gavin.
Lindsay Gavin, née le 23 mars 1994, est une taekwondoïste calédonienne.

## Carrière
Elle est médaillée d'or dans la catégorie des moins de 53 kg aux Jeux du Pacifique de 2011 à Nouméa. Aux Jeux du Pacifique de 2015 à Port Moresby, elle obtient la médaille de bronze dans la catégorie des moins de 49 kg tandis qu'aux Jeux du Pacifique de 2019 à Apia, elle obtient la médaille de bronze dans la catégorie des moins de 53 kg.
Elle remporte plusieurs médailles aux Championnats d'Océanie de taekwondo. En 2012, elle obtient la médaille d'argent dans la catégorie des moins de 57 kg à Gold Coast. Elle est médaillée de bronze dans cette catégorie à Suva en 2016.
En 2019, elle obtient la médaille d'argent dans la catégorie des moins de 53 kg à Apia.